# Herbert Eklöh

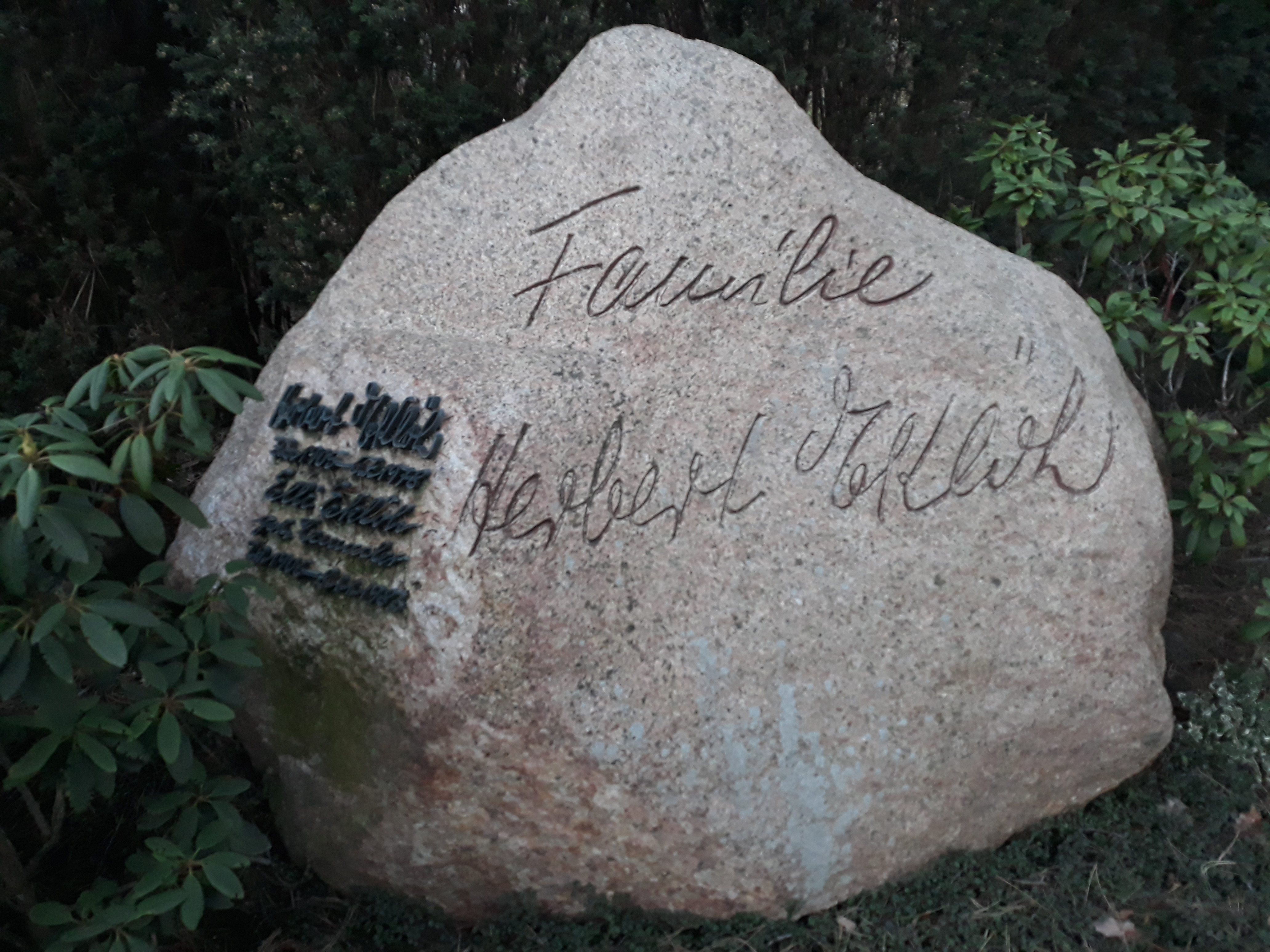
Das Grab von Herbert Eklöh und seiner Ehefrau Elli, geborene Semmler, auf dem Waldfriedhof Loxbaum in Hagen.

Herbert Eklöh (* 3. März 1905 in Bochum; † 6. Juli 1978 in Südfrankreich) war ein deutscher Unternehmer und ehemaliger mexikanischer Honorarkonsul.

## Leben
Eklöh stammte aus einer Kaufmannsfamilie. Er war seit den 1930er Jahren mit Elli Semmler verheiratet und hatte aus dieser Ehe einen gemeinsamen Adoptivsohn, Herbert Eklöh jr. Im Jahr 1940 wurde als Ergebnis seines Verhältnisses mit der verheirateten Erne Kreke deren gemeinsamer Sohn Jörn geboren, der erst nach 1952 kurzzeitig bei ihm lebte und den er anschließend in den Vereinigten Staaten Schule und Universität besuchen ließ. In Dahl bei Hagen eröffneten die Eklöhs 1953 an ihrem Wohnort ein Kinderheim für Waisen.
Eklöh, der den Beruf des Drogisten erlernt hatte, eröffnete 1928 in Gummersbach sein erstes Einzelhandelsgeschäft für Lebensmittel, das er 1932 mit inzwischen fünf Filialen wieder verkaufte. Ein Jahr später eröffnete Eklöh erneut ein Einzelhandelsgeschäft, nun in Osnabrück an der Großen Straße. 1934 übernahm er des Weiteren drei Filialen der „nicht-arisch“ geführten Edelweiss-Oelgesellschaft von „einem Freund seiner Eltern“ in Oggersheim und Ludwigshafen am Rhein, die er im November 1935 als „Deutsches Geschäft“ wiedereröffnete (siehe „Arisierung“). Nach 1935 wurde er zunächst Berater und später Direktor der Kaufhof-Lebensmittelabteilungen. 1938 eröffnete Eklöh in Osnabrück, am Jürgensort 6/8, den ersten Lebensmittel-Selbstbedienungsladen in Europa, sein „Ratio-System“ führte Eklöh im gleichen Jahr auch in Ludwigshafen ein. 1939 wurde er in Dresden Generaldirektor des Görlitzer Wareneinkaufsvereins, der in Sachsen 110 Läden betrieb. Auch betrieb er eine Anzahl eigener Filialgeschäfte, die von Handelsbevollmächtigten oder Prokuristen geleitet wurden. Eklöh war in der Reichswirtschaftskammer stellvertretender Leiter der „Zweckvereinigung Filialbetriebe“, Leiter der „Arbeitsgruppe Nahrungsmittel-Filialbetriebe“ und Mitglied im Beirat der „Nahrungsgruppe Berlin“. Die Reichsgruppe Handel im Reichswirtschaftsministerium beauftragte Eklöh nach der Besetzung der Sowjetunion im Herbst 1941 in der Ukraine „mit der Nahrungsmittelversorgung der deutschen Zivil-Bevölkerung in Kiew“. Außerdem fungierte Eklöh als kommissarischer Geschäftsführer der „Auffanggesellschaft Oberschlesien“ der Handelsaufbau-Ost G.m.b.H (HAO), welche die Aufgabe hatte, die Enteignung von polnischen bzw. jüdischen Betrieben der kriegsbesetzen Gebiete in Osteuropa durchzuführen, um die Betriebe an Deutsche, nach dem erwarteten Kriegsende vor allem an Kriegsteilnehmer, zu übertragen. In Chemnitz verkaufte Eklöh noch am 24. Oktober 1945 ein Grundstück der Firma Uhlmann an die Firma Franz Dost.
Nach dem Zweiten Weltkrieg wurden in der damaligen SBZ sowohl der Görlitzer Wareneinkaufsverein als auch Eklöh selbst enteignet, doch in Nord- und Westdeutschland baute er weitere Selbstbedienungsläden auf und expandierte selbst nach Kuba. Die Firma Emil Uhlmann bestand im Westen weiter, Eklöh hatte in Dortmund und Köln Zweigniederlassungen, die 1956 als Sacheinlage in die Eklöh KG aA einbrachte. In Ludwigshafen wurden seine Lebensmittelläden 1948 vollständig an einen Mitinhaber verkauft. 1956 wurden in seinen rund 58 Filialen 60 Millionen DM (in heutiger Kaufkraft ca. 178.276.060 €) umgesetzt und am 26. September 1957 eröffnete Eklöh auf 2.000 m² Verkaufsfläche in der Kölner Rheinlandhalle einen der ersten deutschen Supermärkte, in dem im ersten Jahr bereits 9,2 Millionen DM umgesetzt wurden.
1958 verkaufte er die vierundzwanzig Supermärkte der Kölner Herbert Eklöh KG a.A. an ein Konsortium der Warenhauskonzerne Karstadt, Hertie, Kaufhof und Horten und wurde Mitglied des Aufsichtsrates des nun als Eklöh GmbH firmierenden Unternehmens. Eklöh betrieb darauf weiterhin die verbliebenen Filialunternehmen Joh. Schreiber & Co. in Ludwigshafen (vier Großläden und 33 Filialen) sowie die Firma Herbert Eklöh in Münster (sechs Großläden). Außerdem gründete der begeisterte Hobbypilot mit mäßigem Erfolg einen Tragschrauber-Vertrieb.
Ende 1962 übernahm er günstig 95 % der Anteile an der Süßwarenkette Hussel seines damaligen Freundes Rudolf Hussel, in deren Aufsichtsrat er zuvor bereits stellvertretend den Vorsitz führte. Eklöh wurde Vorstandsvorsitzender, und Hussel wechselte, wie beabsichtigt, aus gesundheitlichen Gründen in den Aufsichtsrat. Schon ein halbes Jahr später verkaufte Eklöh hochprofitabel und gegen den Willen Hussels einen Großteil seines Aktienpakets an eine Investmentbank, die die erworbenen Anteile, wiederum mit hohem Gewinn, an eine Vielzahl ausländischer Investoren vermittelte. Das führte zwar zum Bruch der Freundschaft mit Hussel, der daraufhin aus der Hussel AG ausschied, Eklöh aber hielt über Holdings weiterhin 51 % der Aktien und war somit – letztlich für einen Einsatz von weniger als 6 Millionen DM – im Besitz des Unternehmens. In der Folge begann Eklöh mit diesem zu expandieren. So wurde ein Zentrallager mit einer Kapazität für 400 Läden gebaut und 1964 brachten über 200 Filialen einen Umsatz von beinahe 40 Millionen DM (in heutiger Kaufkraft circa 98 Millionen €).
Ende der 1960er Jahre erwarb Eklöh den Parfümerie-Filialisten Douglas. 1969 löste ihn sein damals 29-jähriger Sohn Jörn Kreke, der seit 1963 im Unternehmen mitarbeitete und den Eklöh zeitlebens nach außen als sein Stiefkind ausgab, als Geschäftsführer ab. Mit der Umwandlung des Unternehmens in einen Beteiligungskonzern legte Kreke den Grundstein für die spätere Douglas Holding, deren Vorstandsvorsitzender von 2001 bis 2017 sein Sohn und Eklöhs Enkel Henning Kreke war. 2016 erfolgte der Verkauf der Holding an einen Finanzinvestor, die Familie Kreke behielt jedoch eine Minderheitsbeteiligung.
Eklöh verstarb 1978 an den Folgen eines Sportunfalls.

## Ehrungen
- 1976: Verdienstkreuz 1. Klasse der Bundesrepublik Deutschland